# Testudinella ohlei
Testudinella ohlei är en hjuldjursart som beskrevs av Koste 1972. Testudinella ohlei ingår i släktet Testudinella och familjen Testudinellidae. Inga underarter finns listade i Catalogue of Life.